# Antony Blinken
Antony John Blinken (Nueva York, 16 de abril de 1962), también conocido como Tony Blinken, es un diplomático estadounidense, exsecretario de Estado de los Estados Unidos. Ejerció como vicesecretario de Estado de Estados Unidos de 2015 a 2017 y como asesor adjunto de Seguridad Nacional de 2013 a 2015 bajo la presidencia de Barack Obama. 
Anteriormente se desempeñó como investigador principal en el Centro de Estudios Estratégicos e Internacionales (2001-2002), director de personal demócrata del Comité de Relaciones Exteriores del Senado de los Estados Unidos (2002-2008) y miembro de la transición presidencial Obama-Biden, activo desde noviembre de 2008 a enero de 2009, entre otros cargos.
Blinken fue analista de asuntos globales para CNN. Fue elegido por el presidente electo Joe Biden para el puesto de Secretario de Estado, cargo que asumió el 26 de enero de 2021.

## Biografía
Nació el 16 de abril de 1962 en Nueva York en el seno de una familia judía. Creció en París (Francia), donde cursó estudios egresado en la École Jeannine Manuel, una escuela bilingüe. Graduado por la Universidad de Harvard, posteriormente obtuvo el título de Juris doctor en derecho por la Universidad de Columbia en 1988. Se involucró en política hacia la década de 1980, como recaudador de fondos para la campaña presidencial del demócrata Michael Dukakis en 1988.

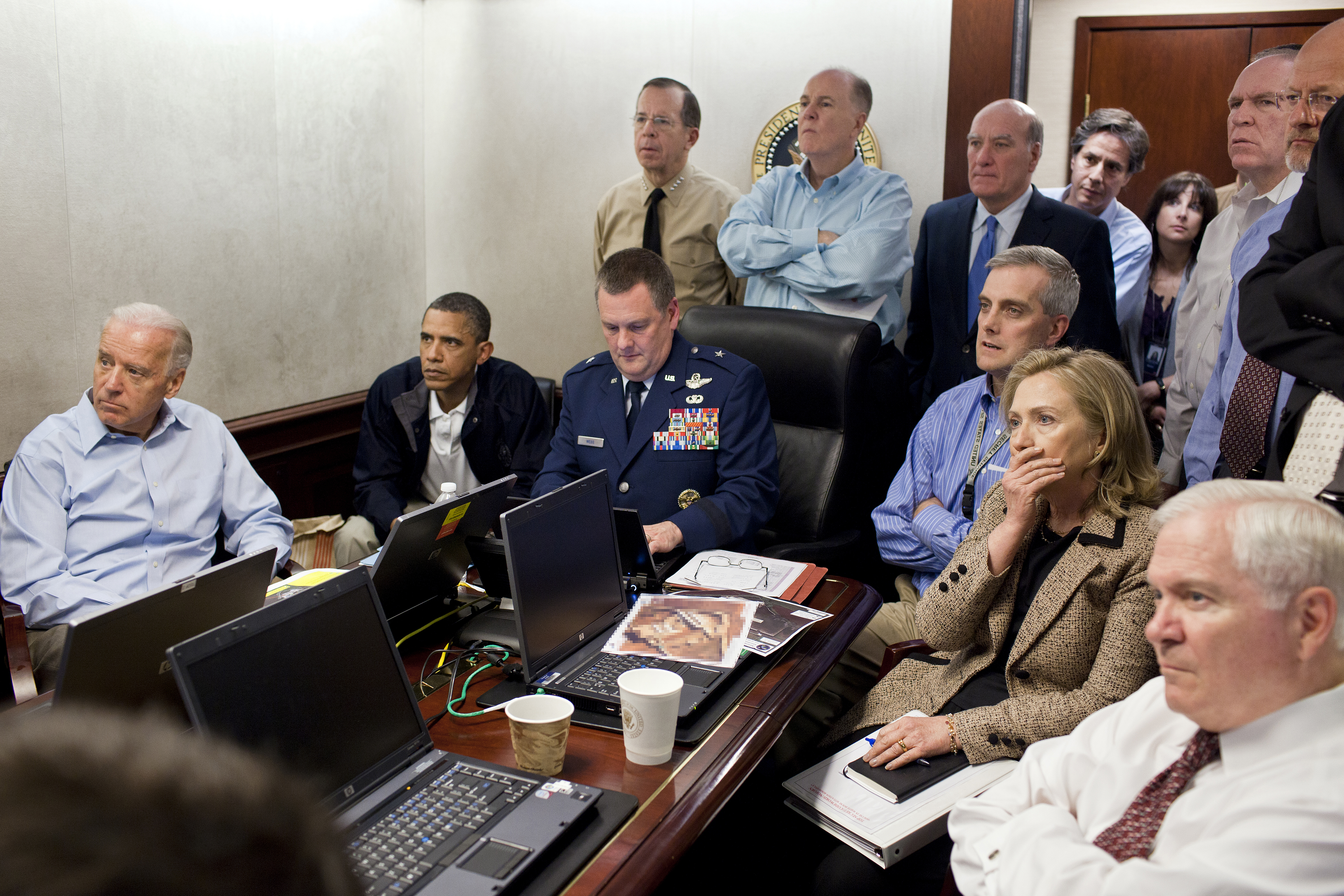
Blinken (arriba a la derecha) como personaje identificable en la fotografía titulada The Situation Room en 2011, donde el equipo Obama espera noticias sobre el devenir de la operación para abatir a Bin Laden.

Estrecho colaborador de Joe Biden desde 2002, fue nombrado director de personal de los demócratas en la comisión de Exteriores del Senado (presidida por Biden), donde permaneció hasta 2008. Tras la inauguración presidencial de Barack Obama en 2009 se convirtió en consejero adjunto del vicepresidente Biden en seguridad nacional.
Culminó su trayectoria en la administración Obama en el cargo de vicesecretario de Estado; anunciado el nombramiento para sustituir a William Joseph Burns como número 2 del departamento liderado por John Kerry, recibió la confirmación del Senado en diciembre de 2014. Ejerció como tal entre enero de 2015 y enero de 2017. Tras su salida del cargo con la llegada de Donald Trump a la presidencia, Blinken montó junto con la también antigua integrante del equipo de Obama Michèle Flournoy WestExec Advisors, una consultora estratégica.

### Administración Biden
Blinken fue consejero de política exterior para la campaña presidencial de Joe Biden de 2020. Blinken fue elegido el 22 de noviembre de 2020 como secretario de Estado para la administración Biden. Y fue confirmado por el Senado el 26 de enero de 2021.

## Posiciones
Es un preconizador de las alianzas multilaterales y creyente en la vigencia del llamado vínculo transatlántico. Se le ha relacionado con un perfil de «intervencionista liberal» (Allen, 2013).
El 24 de septiembre de 2024 se filtraron documentos que muestran que la administración Biden sabía que Israel estaba bloqueando la entrada de alimentos a Gaza y Blinken decidió ocultar esa información para que el gobierno estadounidense pudiera seguir enviando armas a Israel

## Vida personal
En 2002, Blinken se casó con Evan Ryan en Washington.. C. Habla fluido el francés. Toca la guitarra y tiene dos canciones disponibles en Spotify.

## Obras
- — (1987). Ally Versus Ally: America, Europe and the Siberian Pipeline Crisis. Nueva York: Praeger.[19]